# Década de 920

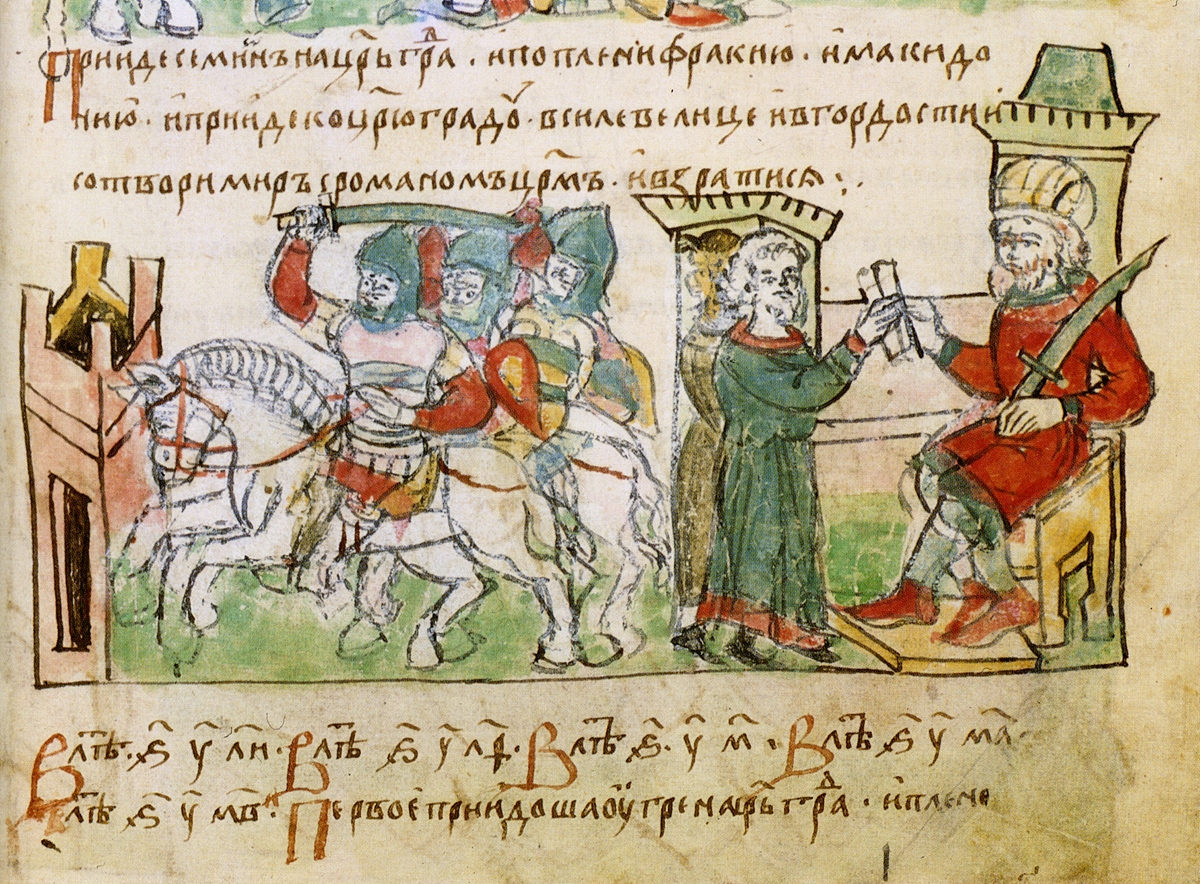
O imperador bizantino Romano I negociando com Simão I da Bulgária, entre 922-924. Iluminura da Crônica de Radzivill, do século XV.

Séculos: (Século IX - Século X - Século XI)
Décadas: 870 880 890 900 910 - 920 - 930 940 950 960 970
Anos: 920 - 921 - 922 - 923 - 924 - 925 - 926 - 927 - 928 - 929